# フィリップ・マーロウ

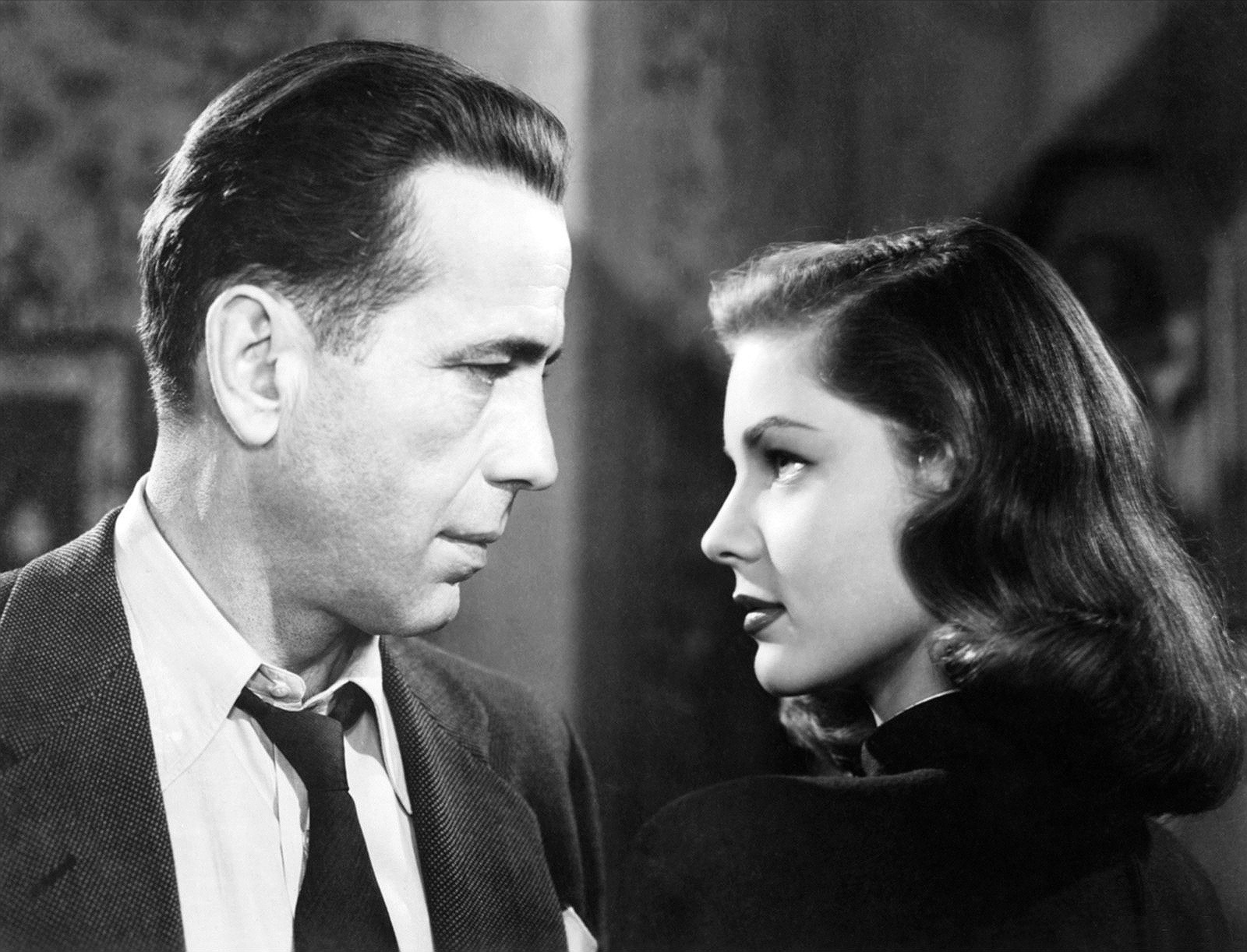
「三つ数えろ」のハンフリー・ボガート演じるマーロウとローレン・バコール演じるヴィヴィアン・スターンウッド 1946年　アメリカ

フィリップ・マーロウ（Philip Marlowe）は、レイモンド・チャンドラーが生み出したハードボイルド小説の探偵。マーロウの名はチャンドラーが在籍したロンドンのダリッジ・カレッジの寮名である。

## 人物
ロサンゼルス郡検事局の捜査官をしていたが、上司に背いたため免職となりロサンゼルス市で私立探偵を開業する。

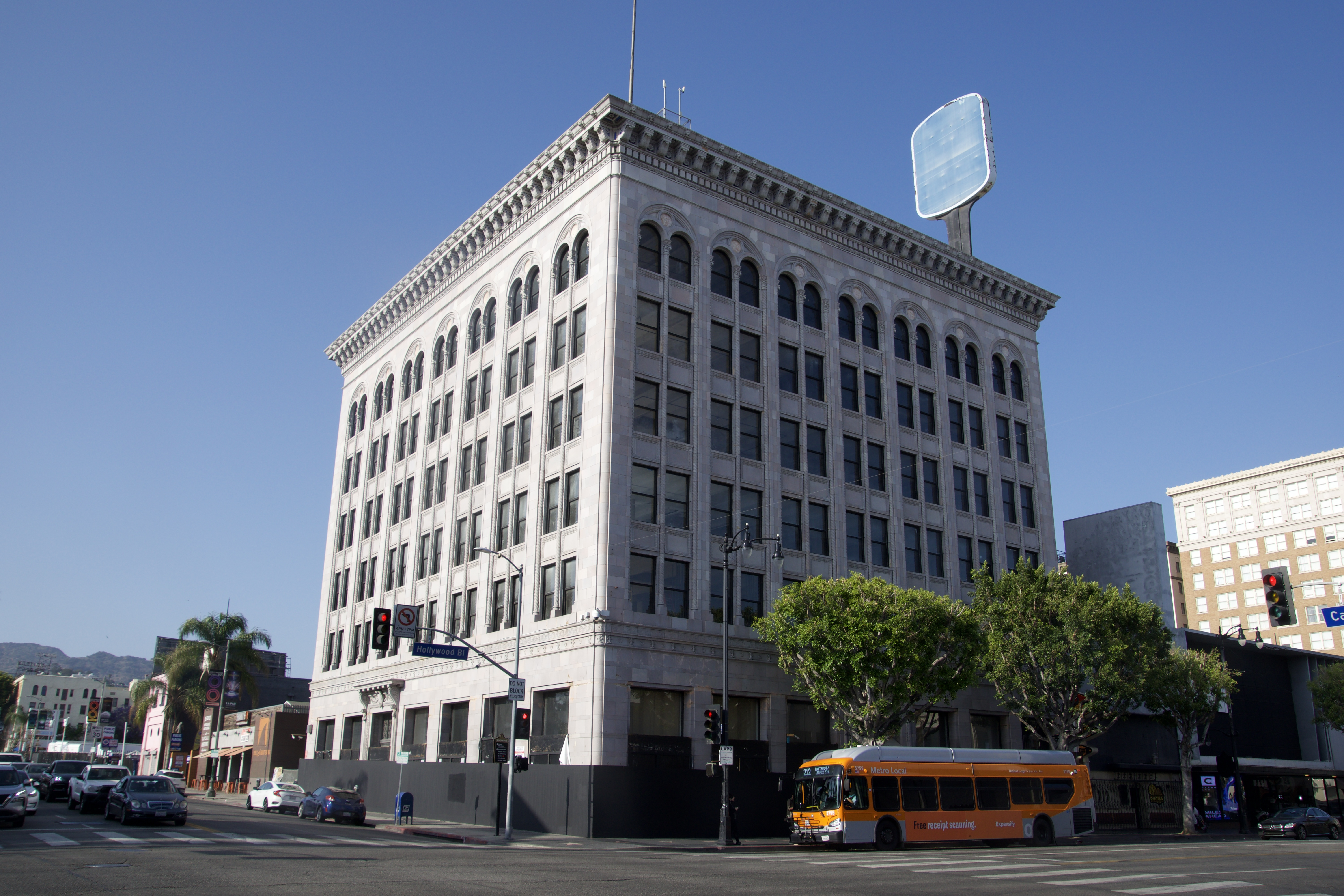
ロサンゼルスの旧セキュリティパシフィック銀行ビル。マーロウの探偵事務所のモデル

警察に対しても服従しないのがポリシーだが、金や政治という複雑な背景があってオプ（operative―私立探偵）が成立している面も認識しており、慎重に事件を調べる癖がある。反面、弱い者に対して非情に切り捨てる事ができないために悪党に弱みを握られることもある。
拳銃を所有しているが、普段は携行しておらず、滅多に撃つことはない。
姓の最後に"e"がつくのか、と問いかけられるシーンが何度かある。
6作目の『長いお別れ』では、42歳と自称し、ローレル・キャニオン地区のユッカ街に住んでいる。

## 身体的特徴
- 身長 - 6フィート1インチ半(186.69センチ) 靴を履いたまま計った可能性がある
- 体重 - 約190ポンド(約86.18キロ)
- 髪の色 - 灰色が少し混じった濃い鳶色（濃くて赤黒い茶褐色）
- 瞳の色 - 鳶色
- 頭部、手、腕に目に付く傷跡は無い[1]

## 登場作品

### 長編
- 大いなる眠り（1939年）
- さらば愛しき女よ（1940年）
- 高い窓（1942年）
- 湖中の女（1943年）
- かわいい女（1949年）
- 長いお別れ（1954年）
- プレイバック（1958年）

### 中短編
- 密告した男（1934年）
- マーロウ最後の事件（1959年）

他に、マーロウ以外の探偵が登場した作品を、のちにマーロウものに書き改めた短編がいくつかある。

### レイモンド・チャンドラー以外の作家による公認作品
- Raymond Chandler's Philip Marlowe: a Centennial Celebration （1988年）
作家23人によるチャンドラー生誕100周年記念アンソロジー。
日本では『フィリップ・マーロウの事件1 1935-1948』『フィリップ・マーロウの事件2 1950-1959』の2分冊で刊行。
- プードル・スプリングス物語（1989年）
チャンドラーが冒頭4章のみ遺した未完の原稿をロバート・B・パーカーが引き継ぎ完結させた。
- 夢を見るかもしれない（1991年） - 日本語版は文庫化に伴い『おそらくは夢を』に改題
ロバート・B・パーカーによる『大いなる眠り』の続編。
- 黒い瞳のブロンド（2014年）
ジョン・バンヴィルがベンジャミン・ブラック名義で執筆した『長いお別れ』の続編。2022年、『探偵マーロウ』として映画化。

## TV・映画でフィリップ・マーロウを演じた俳優
ハンフリー・ボガート、ロバート・ミッチャムなどアメリカ合衆国を代表する俳優が演じたが、作者が最もイメージに合っているとして挙げたのはケーリー・グラントだった。
2022年までに以下の俳優も演じている。
- ジェームズ・ガーナー
- ジェームズ・カーン
- エリオット・グールド
- ジョージ・モンゴメリー（英語版）
- ロバート・モンゴメリー
- パワーズ・ブース
- ジェイソン・オマラ
- ディック・パウエル
- フィリップ・キャリー
- ダニー・グローバー
- トマス・ハナク（チェコ語版）
- 浅野忠信： 日本を舞台に置き換えたテレビドラマ化でのキャスト（役名：増沢磐二）[2]。
- リーアム・ニーソン

テレビシリーズ
Philip Marlowe「旋風児マーロー」
1959年10月から1960年3月まで26回分がABC・TV系で放映された。
監督=アーヴィン・カーシュナー、アーサー・ヒル、ジーン・ウォンなど、主演=フィリップ・ケーリー。
主人公の名前はマーロウだが、内容はチャンドラー作品とは関係ない。
Philip Marlowe, Private Eye「私立探偵フィリップ・マーロウ」
ケーブルTV用に製作。監督=ピーター・ハント、ブライアン・フォーブズ、デイヴィッド・ウィックス、シドニー・ヘイヤーズ、主演=パワーズ・ブース。
1期（1983年）5話、「殺しのペンシル」"The Pencil"、「黄色いキング」"The King in Yellow"、「証言の代償」"Finger Man"、「ネヴァダ・ガス」"Nevada Gas"、「アマチュア殺人」"Smart Aleck Kill"。
2期（1986年）6話、「ゆすり屋は撃たない」"Blackmailers Don't Shoot"、「死者の贈り物」"Spanish Blood"、「ヌーン街で拾った女」"Pickup on Noon Street"、「シラノの拳銃」"Guns at Cyrano's"、「事件屋稼業」"Trouble Is My Business"、「赤い風」"Red Wind"。

## 代表的な台詞
「don't shoot it at people, unless you get to be a better shot. Remember?」（『大いなる眠り』）
作中のヒロインから取り上げていた銃を返却しつつ、ヒロインが銃を持ち歩いていることを皮肉と共にたしなめるシーン。
- 双葉十三郎訳は「もっと腕前が上がるまで、ひとさまに射っちゃいけないぜ。いいかい？」（『大いなる眠り』（創元推理文庫、1959年8月）第31章）。
- 村上春樹訳は「ただしもっと射撃がうまくなるまで、人を撃つのは控えた方がいい。それが忠告だ。覚えたかい？」（『大いなる眠り』（ハヤカワ・ミステリ文庫、2017年9月）第31章）。

なお、映像化作品である三つ数えろは原作に該当するシーンがないため、この台詞は登場しない。
「タフでなければ生きて行けない。優しくなれなければ生きている資格がない」（『プレイバック』）
原文は「If I wasn't hard, I wouldn't be alive. If I couldn't ever be gentle, I wouldn't deserve to be alive.」
作中のヒロインから、「あなたの様に強い(hard)人が、どうしてそんなに優しく(gentle)なれるの?」と問われて。
- 清水俊二訳は「しっかりしていなかったら、生きていられない。やさしくなれなかったら、生きている資格がない」（『プレイバック』（早川書房、1959年10月）第25章）。
- 生島治郎訳は「タフじゃなくては生きていけない。やさしくなくては、生きている資格はない」（『傷痕の街』（講談社、1964年3月）あとがき）。
- 矢作俊彦『複雑な彼女と単純な場所』（新潮文庫、1990年12月）では、「ハードでなければ生きていけない、ジェントルでなければ生きていく気にもなれない」が正しいとしている。

「さよならをいうのは、少し死ぬことだ」（『長いお別れ』）
原文は「To say Good bye is to die a little.」
- 清水俊二訳では「さよならをいうのはわずかのあいだ死ぬことだ」（『長いお別れ』第50章）
- 村上春樹訳では「さよならを言うのは、少しだけ死ぬことだ」（『ロング・グッドバイ』第50章）

マーロウは「フランス人の言葉」として回想している。
フランスの詩人エドモン・アロクール（Edmond Haraucourt）の「Rondel de l’adieu」（別れの詩）冒頭に「Partir, c’est mourir un peu,」（旅立ちは少しばかり死ぬこと）というフレーズがある。